# كارلوس كاستانيو باناديرو
كارلوس كاستانيو باناديرو (بالإسبانية: Carlos Castaño Panadero، ولد في 7 مايو 1977، مدريد، إسبانيا) دراج إسباني.
حصل على الميدالية البرونزية في دورة الألعاب الأولمبية الصيفية عام 2004 في أثينا، كما حاز على الميدالية البرونزية في بطولة العالم للدراجات الهوائية على المضمار عام 2004.

## إنجازاته

### الألعاب الأولمبية الصيفية
- 2004 أثينا  اليونان:  ميدالية برونزية في سباق المطاردة الفرقية (Team pursuit).

### بطولة العالم للدراجات الهوائية على المضمار
- 2004 بيرث  أستراليا:  ميدالية برونزية في سباق المطاردة الفرقية (Team pursuit).